# Понор (Алба)
Понор (рум. Ponor) — село у повіті Алба в Румунії. Адміністративний центр комуни Понор.
Село розташоване на відстані 297 км на північний захід від Бухареста, 31 км на північний захід від Алба-Юлії, 51 км на південь від Клуж-Напоки.

## Населення
За даними перепису населення 2002 року у селі проживали 149 осіб, усі — румуни. Усі жителі села рідною мовою назвали румунську.